# Euryptera unilineatocollis
Euryptera unilineatocollis är en skalbaggsart som beskrevs av Fuchs 1956. Euryptera unilineatocollis ingår i släktet Euryptera och familjen långhorningar.
Artens utbredningsområde är Paraguay. Inga underarter finns listade i Catalogue of Life.